# Сантос Гонсалвес, Алоизио дос
Алои́зио дос Са́нтос Гонса́лвес, более известный, как просто Алои́зио; после получения китайского гражданства также известен как Ло Гофу (порт. Aloísio dos Santos Gonçalves; кит. упр. 洛国富, пиньинь Luò Guófù; род. 19 июня 1988, Арарангуа, штат Санта-Катарина) — китайский футболист бразильского происхождения, нападающий клуба «Гуанчжоу» и сборной Китая.

## Биография

### Клубная карьера
Алоизио — воспитанник академии «Гремио». В основном составе «трёхцветных» дебютировал 14 октября 2006 года в гостевом матче чемпионата Бразилии против «Сан-Каэтано», в котором его команда выиграла 2:0. 25 февраля 2007 года забил свой единственный гол за «Гремио» в матче чемпионата штата Риу-Гранди-ду-Сул против «Сан-Жозе» (Кашуэйра-ду-Сул) — игра завершилась со счётом 1:1. Через два дня Алоизио дебютировал в Кубке Либертадорес — «Гремио» дома сыграл с «Кукутой» вничью 0:0. В этом розыгрыше, в котором «мушкетёры» дошли до финала, Алоизио сыграл в двух матчах группового этапа.
В том же году нападающий уговорил руководство «Гремио» отпустить его в аренду в «Кьяссо», выступавший во втором дивизионе Швейцарии. Позже в интервью Алоизио признался, что ему следовало остаться в родном клубе и пытаться пробиться в основу «Гремио», поскольку, несмотря на получение игровой практики в «Кьяссо», уровень турнира, в котором он выступал, был довольно низким. После возвращения в Бразилию Алоизио в 2010 году перешёл в СЭР Кашиас, а в 2011 году вместе с «Шапекоэнсе» выиграл чемпионат штата Санта-Катарина. Алоизио вновь сменил команду, присоединившись к «Фигейренсе». В 2012 году ярко проявил свои бомбардирские качества — он стал лучшим бомбардиром Лиги Катариненсе, а затем, несмотря на вылет «фигейры» из Серии A, стал третьим бомбардиром Серии A с 14 голами, уступив лишь Фреду и Луису Фабиано.
В 2013 году довольно успешно выступал за «Сан-Паулу». В чемпионате Бразилии Алоизио забил 11 из 40 голов своей команды. В начале 2014 года бразилец переехал в Китай, где стал выступать за «Шаньдун Лунэн Тайшань». В первый же год завоевал с командой Кубок Китайской футбольной ассоциации, а в следующем году выиграл и Суперкубок. В 2016—2017 годах выступал за «Хэбэй», после чего на два сезона отправился в команду второго китайского дивизиона «Гуандун Саузерн Тайгерс». Там бразилец забивал в среднем в каждой второй игре, что привлекло внимание более сильных клубов, и в 2020 году нападающий подписал контракт с командой Суперлиги «Гуанчжоу», с которым по итогам сезона занял второе место в чемпионате.
Алоизио планирует отыграть свой контракт в «Гуанчжоу» до конца 2022 года и вернуться в Бразилию. Он высказал желание играть за «Крисиуму», поскольку эта команда базируется ближе остальных профессиональных клубов к его родному городу Арарангуа.

### Карьера в сборной
Прожив в КНР пять лет, Алоизио получил право на получение китайского гражданства. В апреле 2020 году его впервые вызвали в сборную Китая. Для получения паспорта Алоизио выбрал себе имя Ло Гофу (кит. 洛国富), что переводится как «Вода, обогащающая страну». Дебютировал за Поднебесную 7 сентября 2021 года в матче отборочного турнира к чемпионату мира 2022 против Японии. Игра проходила на нейтральном поле в Катаре и завершилась минимальной победой японцев (1:0); Ло Гофу вышел на замену на 62 минуте. Свой первый гол за сборную Ло Гофу забил 12 октября того же года в ворота Саудовской Аравии — однако Китай всё же уступил со счётом 2:3.

## Титулы и достижения
Командные
- Чемпион штата Риу-Гранди-ду-Сул (1): 2007
- Чемпион штата Санта-Катарина (1): 2011
- Вице-чемпион Китая (1): 2020
- Обладатель Кубка Китайской футбольной ассоциации (1): 2014
- Обладатель Суперкубка Китайской футбольной ассоциации (1): 2015
- Финалист Кубка Либертадорес (1): 2007

Личные
- Лучший бомбардир чемпионата штата Санта-Катарина (1): 2012 (14 голов)
- Лучший бомбардир чемпионата Китая (1): 2015 (22 гола)